# Cryptopalpus ruber
Cryptopalpus ruber là một loài ruồi trong họ Tachinidae.